# El Cerro de Andévalo
El Cerro de Andévalo, también citado frecuentemente como El Cerro del Andévalo, es un municipio y localidad española de la provincia de Huelva, en la comunidad autónoma de Andalucía. El municipio cuenta con una población de 2260 habitantes (INE 2024). Se encuentra situada a una altitud de 296 m y a 80 km de la capital de provincia, Huelva. Se celebran las fiestas patronales en honor de san Benito el primer domingo de mayo.

## Historia
Talleres líticos como el yacimiento de "Las Mingorreras" atestiguan la presencia de habitantes en estas tierras desde, al menos, 3000 años a. C.
Serían los romanos quienes en el siglo II-I a. C. darían importancia a este territorio, dentro de la provincia romana de la Bética, por el valor que le otorgarían a la minería en el área del Andévalo, con las explotaciones de Minas como la de Nerón, utilizada por el Imperio romano para la fabricación de monedas, o la del Águila, el Lomero y yacimientos como La Plata. Tal es la importancia de la minería en la zona que se cree que fue el dios de esta, Endovelico, quien pudo dar nombre a la comarca que hoy conocemos como El Andévalo.
Los árabes también llegaron a estas tierras, muestra de ello son los yacimientos de Cabeza Andévalo, la Murallas y el Regente. Con la Reconquista cristiana, el 15 de junio de 1251, Fernando III de Castilla concedió a la ciudad de Sevilla el privilegio de posesión sobre grandes extensiones de tierras y lugares, entre ellos el Andévalo; hecho que fue ratificado en 1253 por su hijo Alfonso X en los mismos términos y todos sus derechos.
Pero esta zona del Andévalo era una tierra poco poblada. Hacia 1290 ya existía un primer enclave, como era la aldea de Castillejos y en 1293 Sancho IV ordenó a la ciudad de Sevilla que construyera castillos en Encinasola y Cumbres de Enmedio. Collantes de Terán recoge una noticia de fuentes eclesiásticas donde se dice que dos lugares de la región, El Cerro y La Nava, en 1387, están despoblados. No sería hasta alrededor de 1427 cuando vuelva a tener población e incluso una cárcel.

### Edad Moderna
Durante el siglo XVI El Cerro de Andévalo iniciará diligencias para ampliar su término municipal. Además, consolidan sus formas de vidas, luchan por administrar sus tierras, pagan tributos a la nobleza, construyen su iglesia y un hospital para los enfermos, constituyen hermandades religiosas, crean capellanías....Incluso fueron capaces de enviar a sus hijos a estudiar a la Universidad de Salamanca. La información demográfica de esta época es de poca fiabilidad, el único dato del que se dispone es de El Libro o Censo de los Millones, que en realidad era utilizado por la Corona de Castilla para recaudar un nuevo tipo de impuestos, por lo que en realidad no se utilizaba para contabilizar la población.
En el siglo XVII Portugal invade esta zona, a consecuencia de su Guerra de Independencia, lo que marca estos años, algunos pueblos huyen a los bosques (Santa Bárbara), otras son masacrados (Cabezas Rubias)....esta guerra marcó la zona del Andévalo durante los años siguientes. A causa de esta Guerra de Independencia Portuguesa, nace la Romería de San Benito Abad, que conmemora que las tropas lusas no entraron en el pueblo.  Pero poco a poco el pueblo se comienza a levantar y a autorregularse, creando un sistema de estratificación social donde los jornaleros superaban a los agricultores con tierras y ganado propio, debido a que los huidos por la guerra regresan. Durante el siglo XVIII las consecuencias de la guerra se van quedando atrás y la población aumenta de forma paulatina, aunque a finales de siglo la escasez de alimentos y las epidemias detiene este crecimiento.

### Edad Contemporánea
Los primeros años del siglo XIX están marcados por la presencia de tropas francesas y españolas en el municipio, lo que causa grandes destrozos y cuantiosos gastos de guerra. Con el transcurso del siglo XIX el número de habitantes fue en aumento, debido a que con los avances científicos y médico los nacimientos superan a las defunciones. Esta situación hizo que la villa ganase poder adquisitivo y social. Se inaugura su cementerio municipal en 1837, un privilegio reservado a pocos ya que para 1860 más de 2500 localidades españolas carecían de camposanto.
En el último tercio del siglo XIX, algunas compañías mineras extranjeras descubrieron en el subsuelo del Andévalo manganeso, cobre y pirita, lo que provocó la llegada de población forastera que acude para trabajar en las minas de El Cerro de Andévalo, como La Joya o Lomero-Poyatos. Este crecimiento de población se concentró en la primera mitad del siglo XX, teniendo su pico más alto en 1940, cuando contaba con 5296 habitantes (según datos del censo). De forma paralela al auge de las explotaciones mineras se produjo la llegada del ferrocarril a la zona. En 1889 se inauguró la línea Zafra-Huelva, de ancho ibérico, mientras que en 1888 había entrado en servicio un ramal que enlazaba la mina de La Zarza con el ferrocarril de Tharsis, de vía estrecha. En el municipio cerreño se levantaron varias estaciones ferroviarias, como fue el caso de El Tamujoso (Zafra-Huelva) o El Jaroso (Tharsis).
Hasta la reforma de la nomenclatura municipal de 1916 el municipio se llamaba simplemente El Cerro. En dicha fecha su nombre fue modificado por el de El Cerro de Andévalo.
En la segunda mitad del siglo XX la situación cambia, las minas inician su declive, lo que provoca un gran éxodo rural, la agricultura, la ganadería y la minería ya no dan trabajo a todo el mundo, por lo que se deben trasladar a zonas donde el desarrollo industrial ofrece más oportunidades, como Huelva, Cataluña y País Vasco. En la actualidad este descenso de población sigue su proceso, es una localidad de población envejecida, donde los jóvenes emigran para buscar su futuro en otros sectores distintos a la agricultura y la ganadería, siendo sobre todo el caso de la población femenina. Aunque se trata de un pueblo con una cultura muy arraigada al que sus emigrantes vuelven de forma habitual para vivir sus costumbres y mantenerla viva. En estos últimos años la promesa de la vuelta de la minería, con el inicio de una explotación vecina, está devolviendo la vida a esta zona.

## Demografía
El Cerro de Andévalo cuenta con una población de 2260 habitantes (INE 2024).
| Gráfica de evolución demográfica de El Cerro de Andévalo entre 1842 y 2021                                          |
| |
| Población de derecho según los censos de población del INE Población de hecho según los censos de población del INE |

| 2785                      | 2762 | 2760 | 2741 | 2719 | 2706 | 2700 | 2668 | 2636 | 2483 | 2364 | 2286 |
| (Fuente: INE [Consultar]) |      |      |      |      |      |      |      |      |      |      |      |

## Administración y política

### Territorio
El término municipal del Cerro de Andévalo, comprende actualmente parte del núcleo homónimo, los Montes de San Benito, el Lomero y Pajarito. 
| Nombre                   | Población |
| ------------------------ | --------- |
| El Cerro de Andévalo     | 2019      |
| Montes de San Benito     | 236       |
| El Lomero                | 5         |
| Pajarito                 | 0         |
| Población en diseminados | 26        |
| Población en núcleos     | 2260      |
| TOTAL                    | 2286      |

### Ayuntamiento
| Partido político                  | 2023  | 2023       | 2019  | 2019       | 2015  | 2015       | 2011  | 2011       |
| Partido político                  | %     | Concejales | %     | Concejales | %     | Concejales | %     | Concejales |
| Partido Popular                   | 53,42 | 6          | 3,52  | 0          | 16,30 | 1          | 34,75 | 4          |
| Partido Socialista Obrero Español | 44,96 | 5          | 60,00 | 7          | 65,64 | 8          | 51,96 | 6          |
| Adelante Andalucía                | N/d   | n/d        | 34,77 | 4          | n/d   | n/d        | n/d   | n/d        |
| IULV-CA                           | n/d   | n/d        | n/d   | n/d        | 17,01 | 2          | 13,10 | 1          |

### Histórico
| Periodo   | Nombre                       | Partido |
| --------- | ---------------------------- | ------- |
| 1979-1983 | Juan Manuel Sánchez González | PSOE-A  |
| 1983-1987 | Juan Manuel Sánchez González | PSOE-A  |
| 1987-1991 | Juan Manuel Sánchez González | PSOE-A  |
| 1991-1995 | Juan Manuel Sánchez González | PSOE-A  |
| 1995-1999 | Juan Manuel Sánchez González | PSOE-A  |
| 1999-2003 | Herófito Rodríguez Conde     | PSOE-A  |
| 2003-2007 | Herófito Rodríguez Conde     | PA      |
| 2007-2011 | Juan Manuel Borrero González | PP-A    |
| 2011-2015 | Pedro José Romero Rubio      | PSOE-A  |
| 2015-2019 | Pedro José Romero Rubio      | PSOE-A  |
| 2019-2023 | Pedro José Romero Rubio      | PSOE-A  |
| 2023-act. | María de los Ángeles Moreno  | PP-A    |

## Patrimonio monumental

### Iglesia de Santa María de Gracia

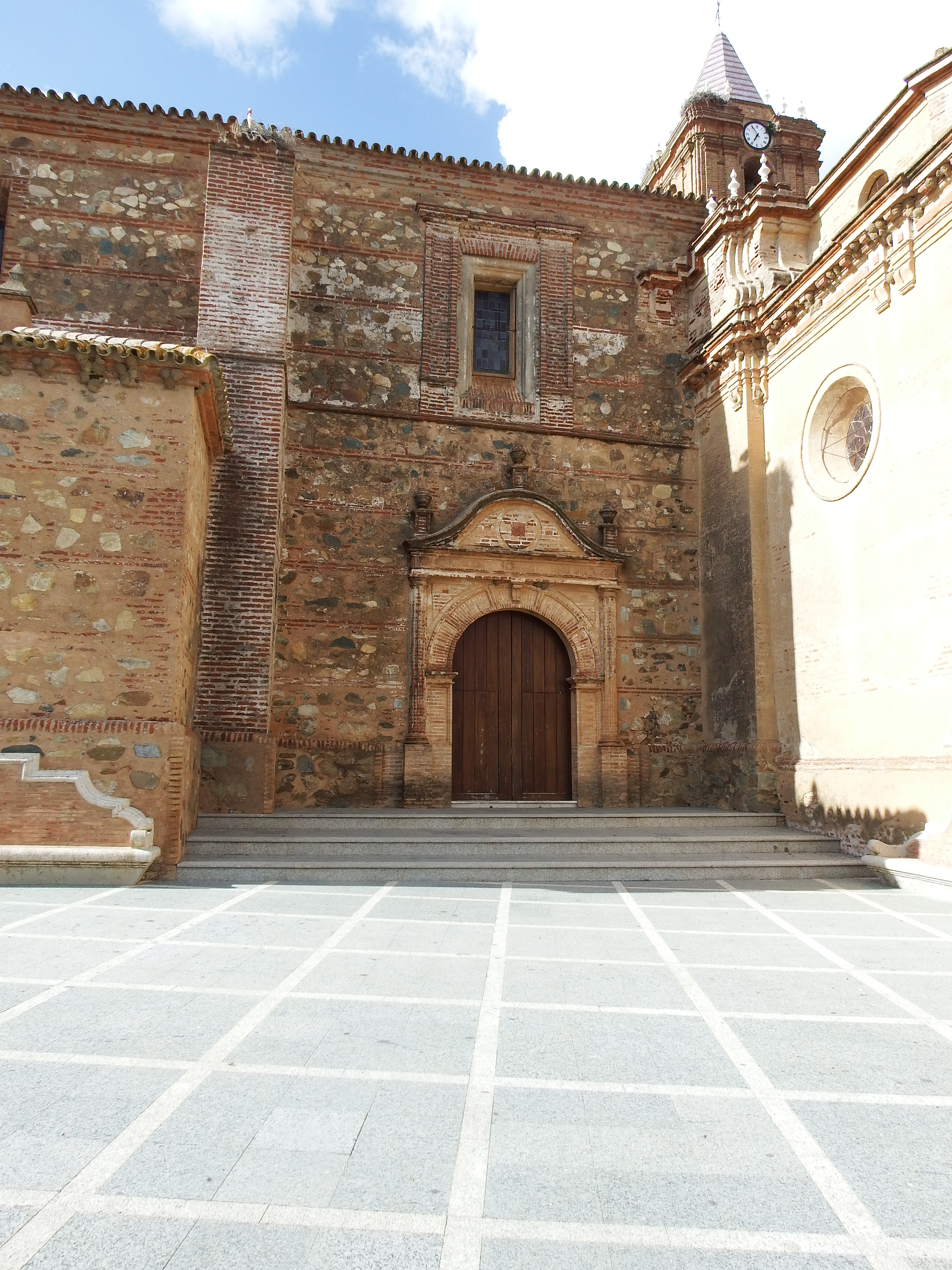
Iglesia de Santa María de Gracia

Construida por Hernán Ruiz, en el siglo XVI, arquitecto que diseñó el remate de La Giralda de Sevilla, reúne elementos de diferentes estilos. Se trata de un edificio majestuoso, interior y exteriormente, su esbelta torre, permite divisar desde su altura gran parte del campo de El Cerro.
De su construcción conserva las dos primeras capillas en las que se sitúan la portada principal y las dos puertas laterales. De estilo renacentista, es un templo de una sola nave. Entre 1732 y 1738, Andrés de Silva, tras derribar la tercera capilla, ábside, torre y sacristía, construye un nuevo presbiterio, sacristía y torre. La última ampliación la realizó Antonio de Figueroa y Ruiz entre 1780 y 1788, que añadiría una nueva capilla (la capilla del Sagrario), una voluta barroca al exterior y el coro al interior, sobre la puerta principal.

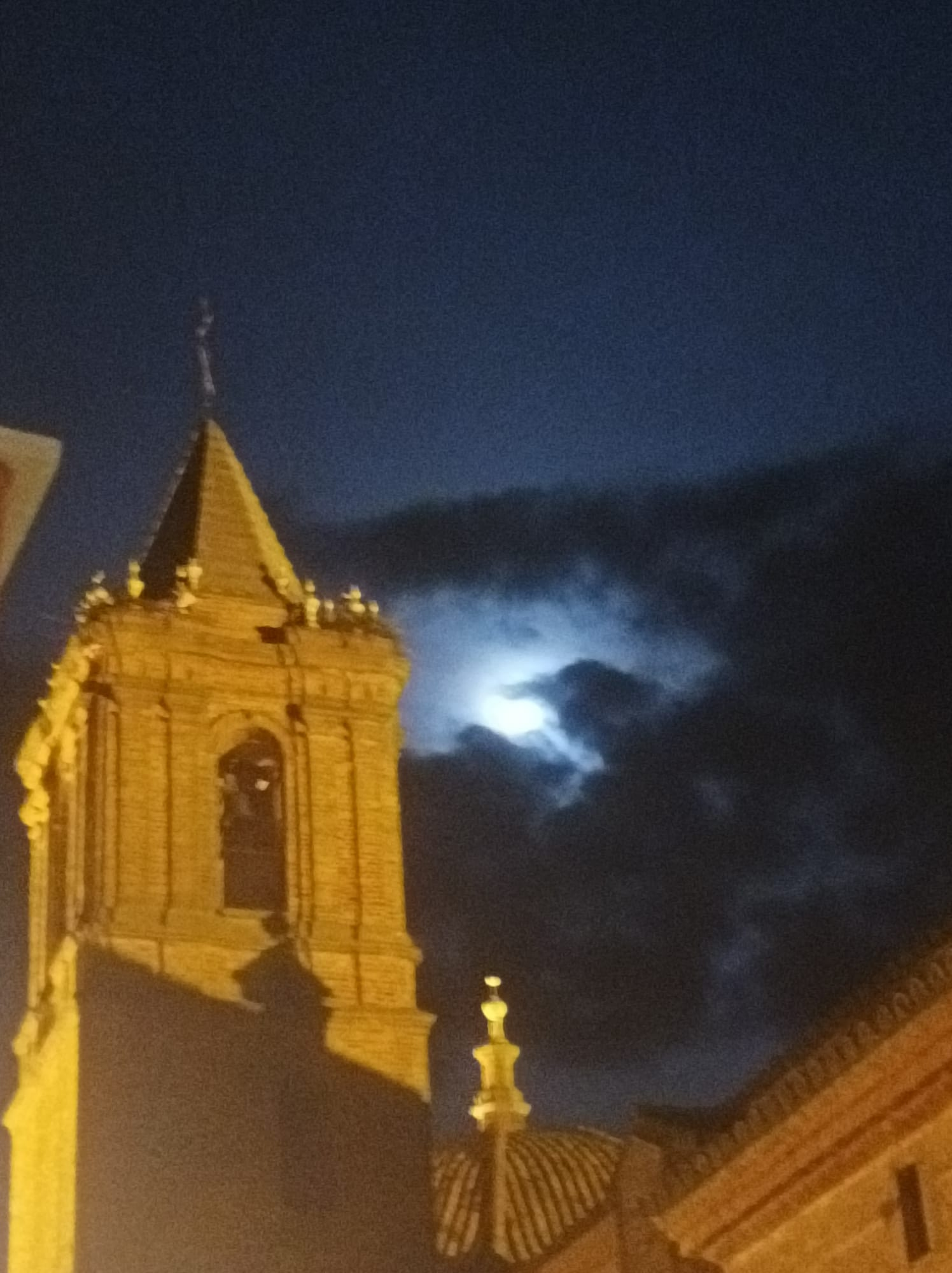
Campanario, cara oeste.

| Santísimo Sacramento           | 1552    |
| San Sebastián                  | a. 1588 |
| N.ª S.ª del Rosario            | 1594    |
| San Benito                     | 1594    |
| Santísima Veracruz             | 1596    |
| Inmaculada Concepción          | 1596    |
| De la Sangre                   | 1597    |
| Dulce Nombre de Jesús          | 1597    |
| Ánimas Benditas del Purgatorio | 1616    |
| N.ª S.ª del Mayor Dolor        | a. 1815 |

### Ermita de la Trinidad
Del siglo XVI, fue construida en dos fases, la primera una planta cuadrada con bóveda de horno y la segunda (s. XVIII), una ampliación de alzada más baja y bóvedas de cañón; ambas en muy buen estado de conservación tras su restauración en 1997. En la actualidad no tiene fin religioso y se utiliza como centro de actividades culturales.

### Ermita de San Benito

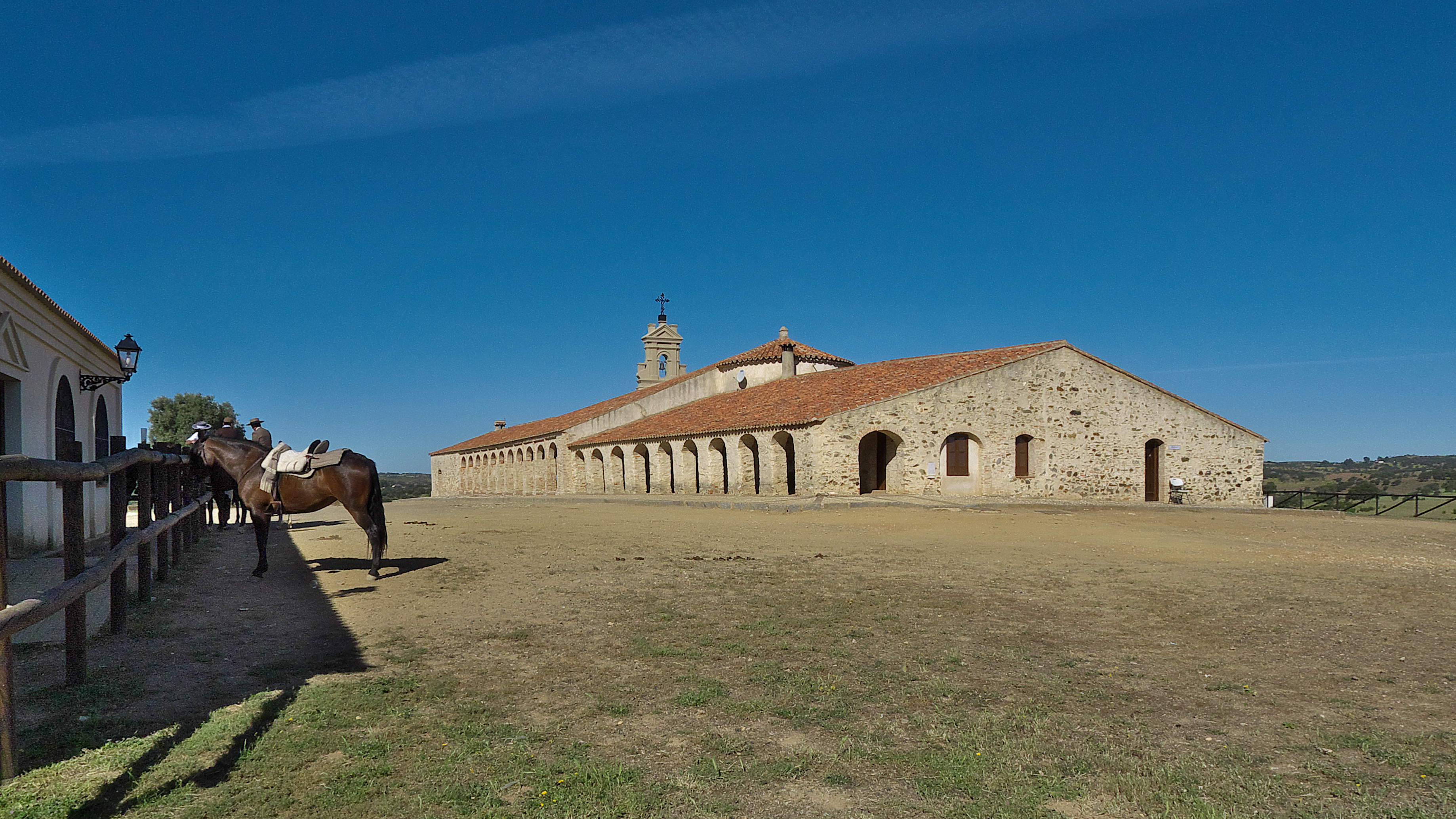
Ermita de San Benito Abad

La ermita de San Benito data del siglo XV.

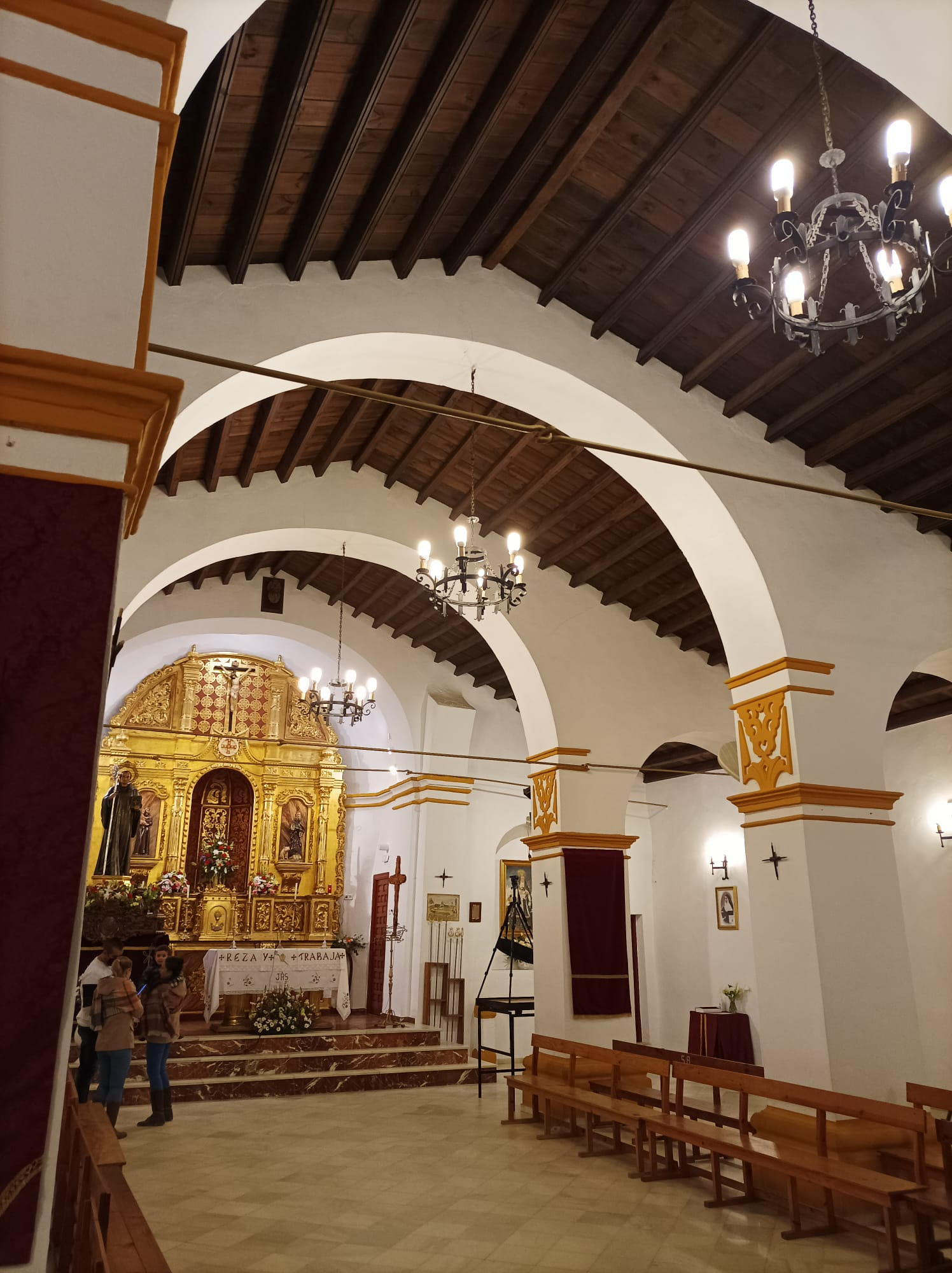
Interior del Templo (2021).

La tradicional romería a San Benito abad se celebra en ella, el primer domingo de mayo. Fue un centro de vida monástica benedictina ente el siglo XV y el XVII. Sus alrededores fueron campo de batalla en las guerras con la vecina Portugal.

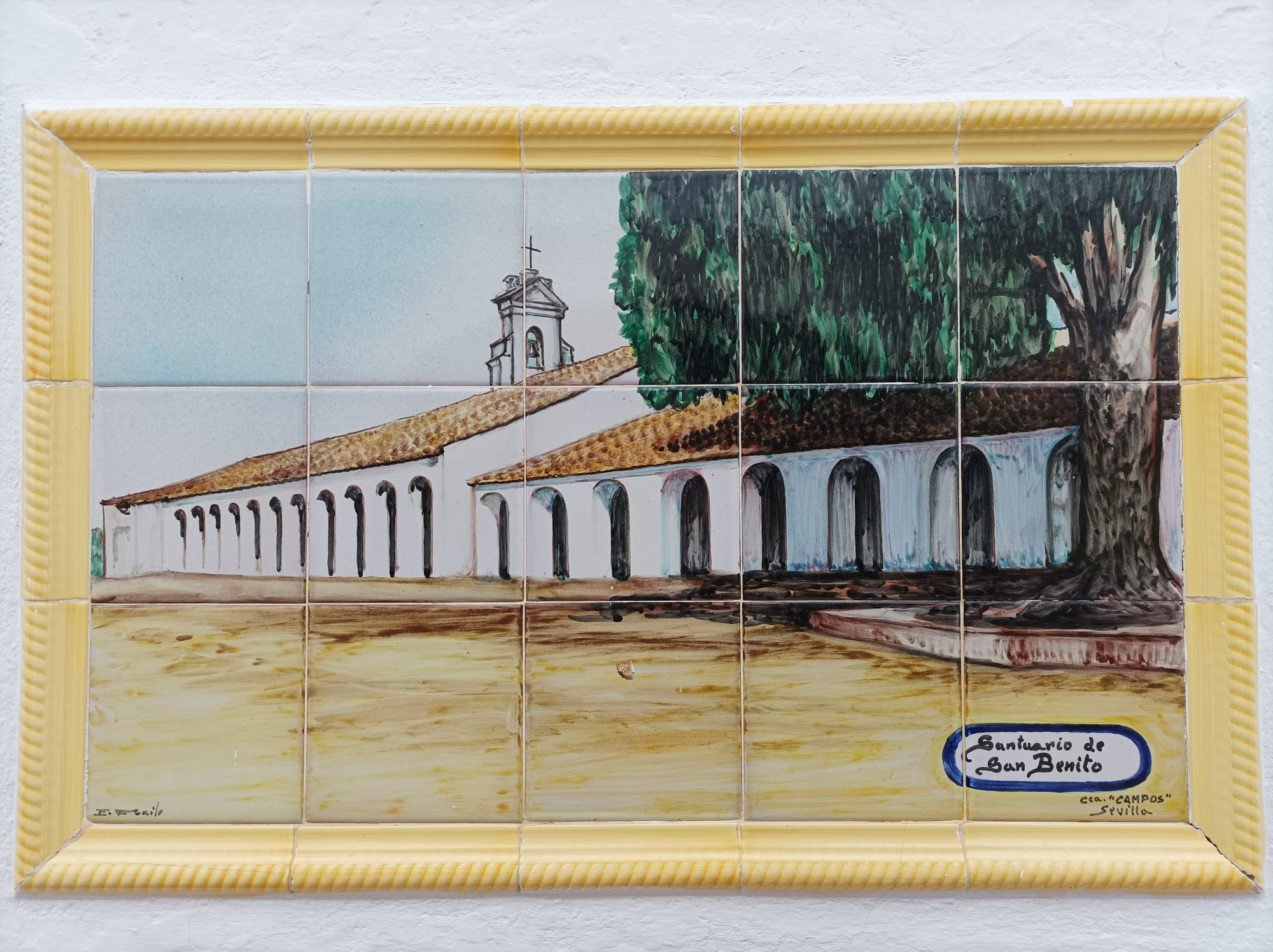
Azulejería con la ermita antigua como motivo.

### Ermita de la Virgen de los Dolores
Ermita construida en el siglo XVI y en un inicio, consagrada al culto religioso de San Sebastián y San Roque (1588). Ubicada en el Prado de San Sebastián y adosada al cementerio histórico municipal desde el siglo XIX. No será hasta 1801, cuando se le nombra como ermita de “Los Dolores y San Sebastián”. Pocos años después se la conocería, ya definitivamente, como ermita de “Nuestra Señora del Mayor Dolor”.
Su frontón triangular de estilo románico/manierista, que lucía un letrero extemporáneo con la inscripción "Ermita de la Virgen de los Dolores", esta coronado por una espadaña con una campana de bronce de 1550. Culto de fuerte penetración social y al que se le profesa una intensa devoción popular que tiene sus momentos de máximo esplendor, en “La Subida”, en la tarde del Jueves y Viernes Santos y en la noche de este viernes hasta la madrugada del sábado, donde se trastoca en “La Soledad de la Virgen”.

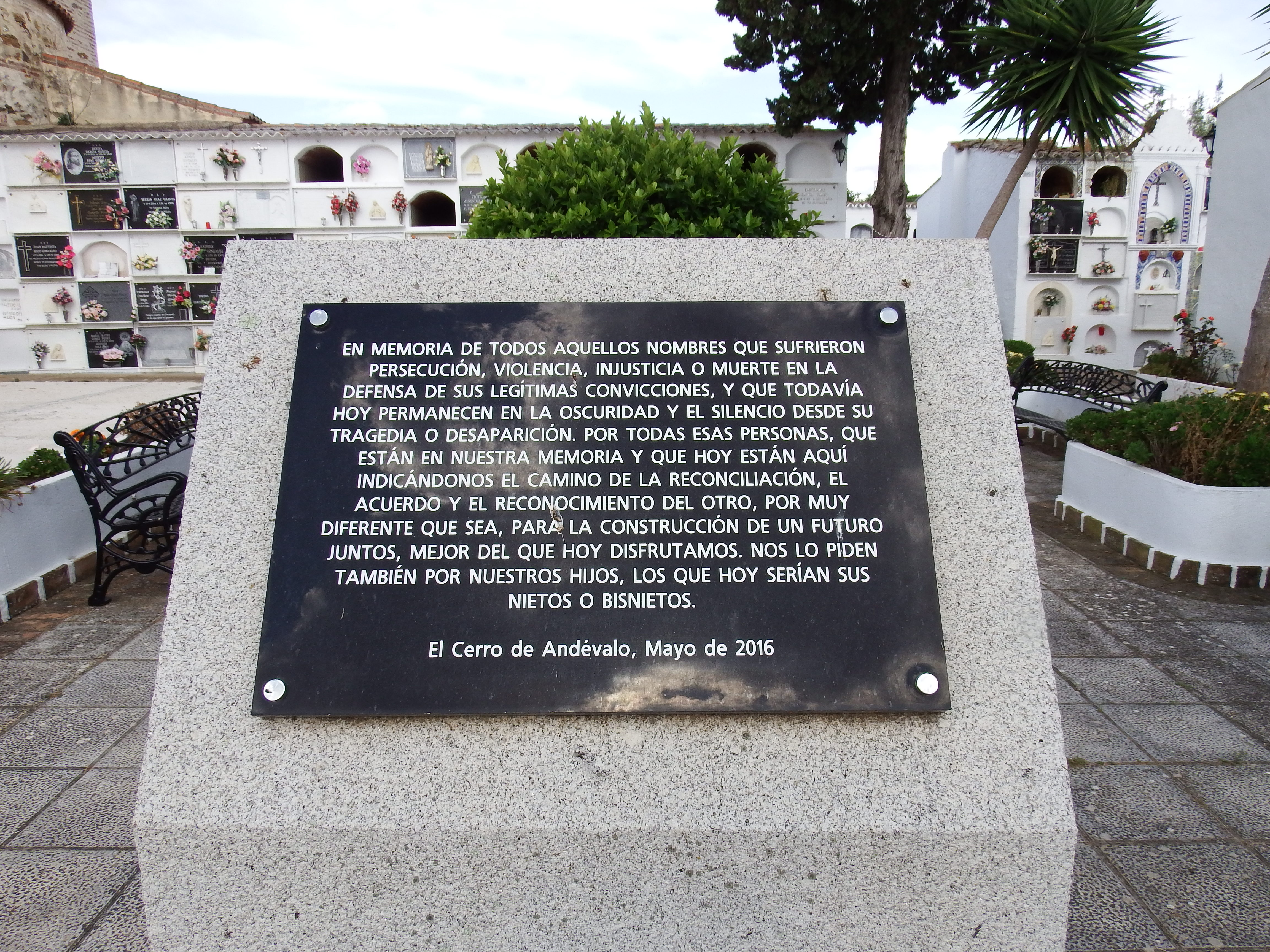
Monumento en el cementerio del Cerro de Andévalo

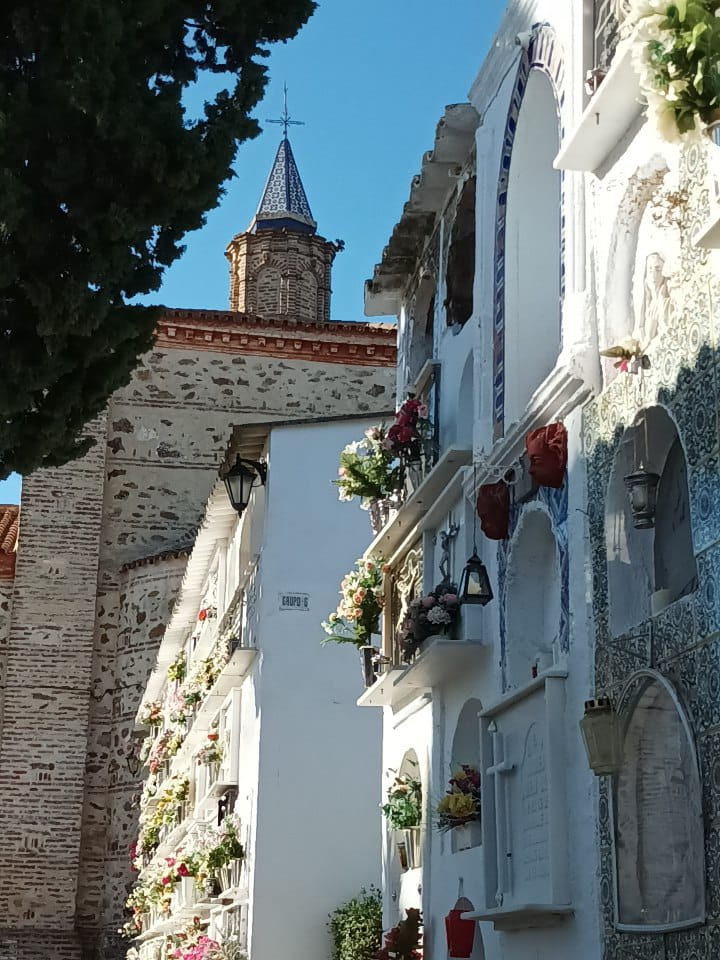
Vista de la ermita desde el cementerio (1837)

Desde su construcción, ha sido sede de numerosas hermandades y congregaciones católicas:
| Santísimo Sacramento           | 1552    |
| San Sebastián                  | a. 1588 |
| N.ª S.ª del Rosario            | 1594    |
| San Benito                     | 1594    |
| Santísima Veracruz             | 1596    |
| Inmaculada Concepción          | 1596    |
| De la Sangre                   | 1597    |
| Dulce Nombre de Jesús          | 1597    |
| Ánimas Benditas del Purgatorio | 1616    |
| N.ª S.ª del Mayor Dolor        | a. 1815 |

### Cementerio histórico municipal
Cementerio católico original de la localidad, adosado a la ermita de la Virgen de los Dolores. Un espacio dedicado al arte funerario y el culto a los difuntos desde la idiosincrasia cerreña.
Fue diseñado por el maestro de fábrica Bartolomé González Labrador, construido por los vecinos del pueblo en la década de 1830 e inaugurado en marzo de 1837, con la bendición del sacerdote Francisco del Valle Muñoz. En 1940, es remodelado, exhumando las tumbas del suelo y construyendo bloques de nichos en la mitad sur del complejo. También en ese año, se coloca la actual puerta de hierro. En 1949, se crea la galería este. En 1995, se hace la mayor ampliación hasta la época, dando cabida a 230 sepulcros más y creando una plazoleta con jardines junto a la ermita. En 2016, se creó el monolito en honor a los que murieron en pos de la libertad y la equidad durante la guerra civil.
Entre 1888 y 1930, se puso de moda en los cementerios importantes de la provincia, la creación de panteones verticales, tomando más de un nicho, y en 1916, se construye el único panteón monumental que ha sobrevivo hasta el día de hoy, el "panteón de María Moreno Soriano". Una joya única del pasado, muy poco común en la provincia de Huelva. De estilo neogótico y neomudéjar, rematado en azulejeria y con una cruz de cerámica en la cúspide. En su base, dos bustos de ángeles lo sustentan.
Este camposanto cuenta con varias manifestaciones artísticas y arquitectónicas que han quedado plasmadas en el a lo largo de los siglos.

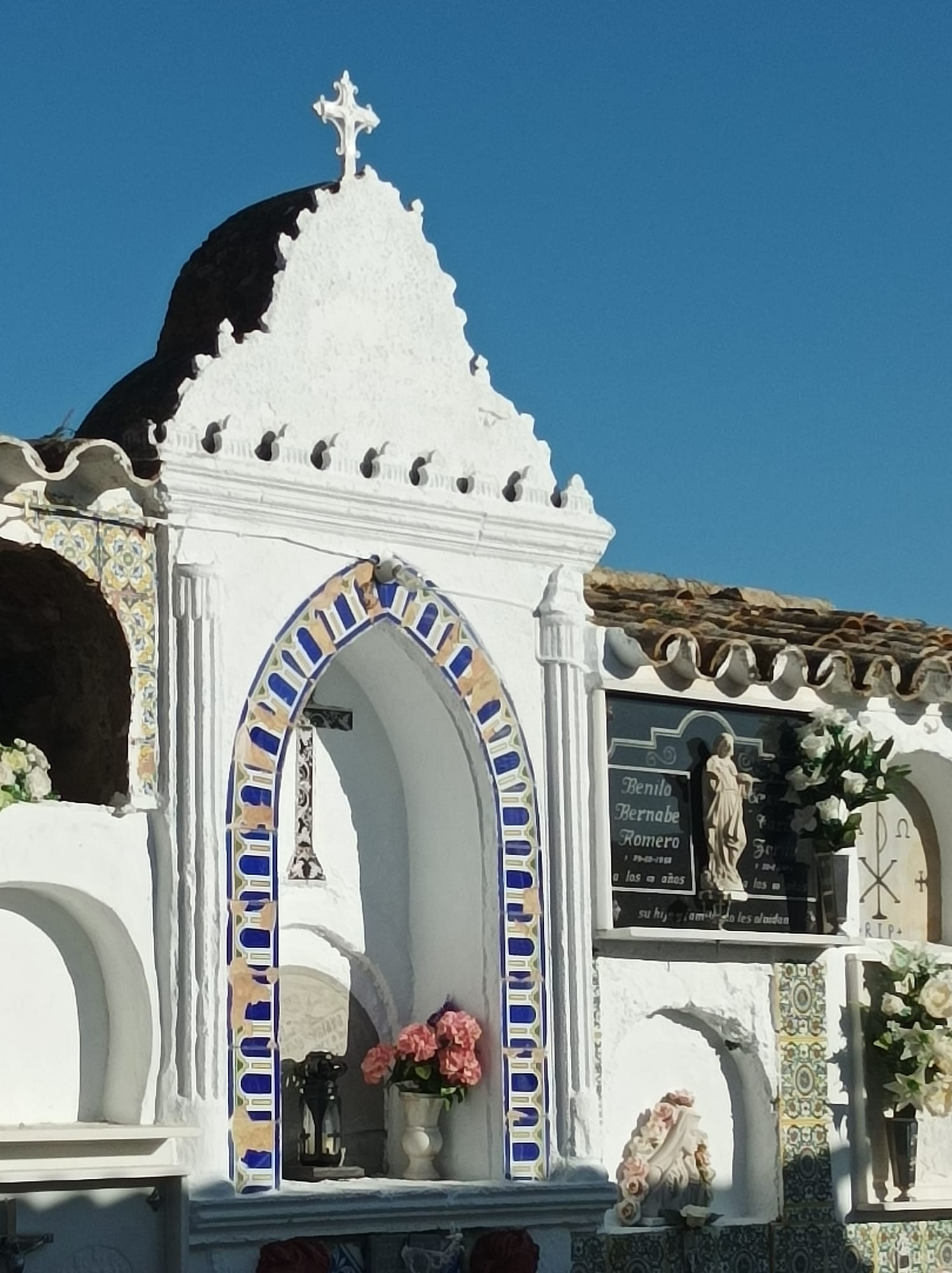
Panteón de María Moreno Soriano (1916).

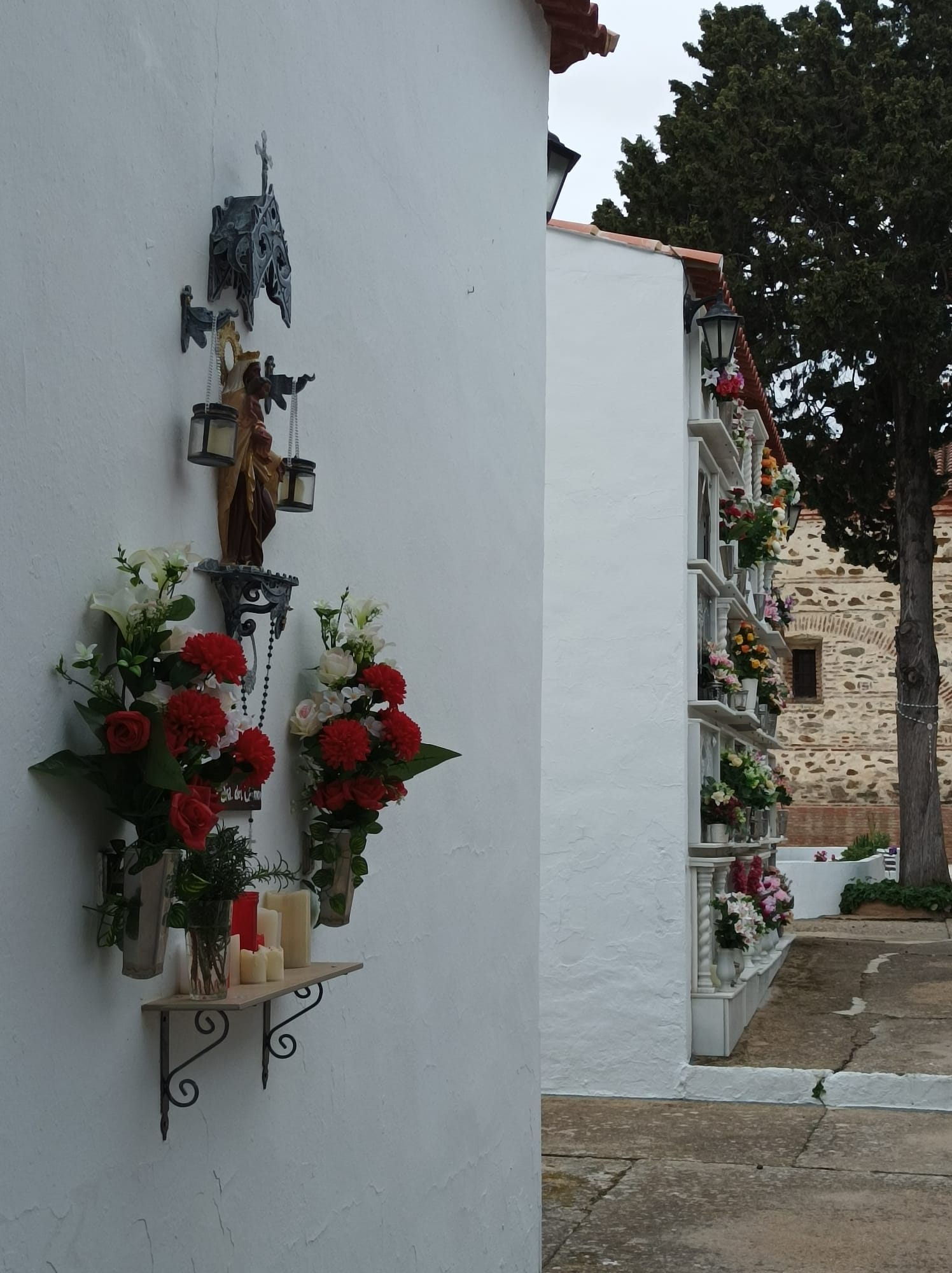
Altar/hornacina a la Virgen del Carmen. Patrona y dadora del privilegio sabatino a los difuntos.

Gran protagonista del Día de Todos los Santos y Fieles Difuntos en las tradiciones del pueblo. Muchas de estas tradiciones se han perdido en la historia, pero entre ellas, estaba la recaudación del cordero o los escapularios que eran regalados por las Hermanas de la Cruz para rezar los rosarios frente a los difuntos. La tradición de alumbrar las tumbas el 2 de noviembre tiene un gran peso en este lugar desde sus comienzos, y ese día, es un auténtico espectáculo ver las lápidas brillar al anochecer. Una imagen, en la que el camposanto luce como una ciudad iluminada. 
Durante la guerra civil española, algunos vecinos fueron ejecutados frente a él y arrojados a una gran fosa común en su interior. Otros muchos fueron ejecutados en Calañas y enterrados allí de igual modo.

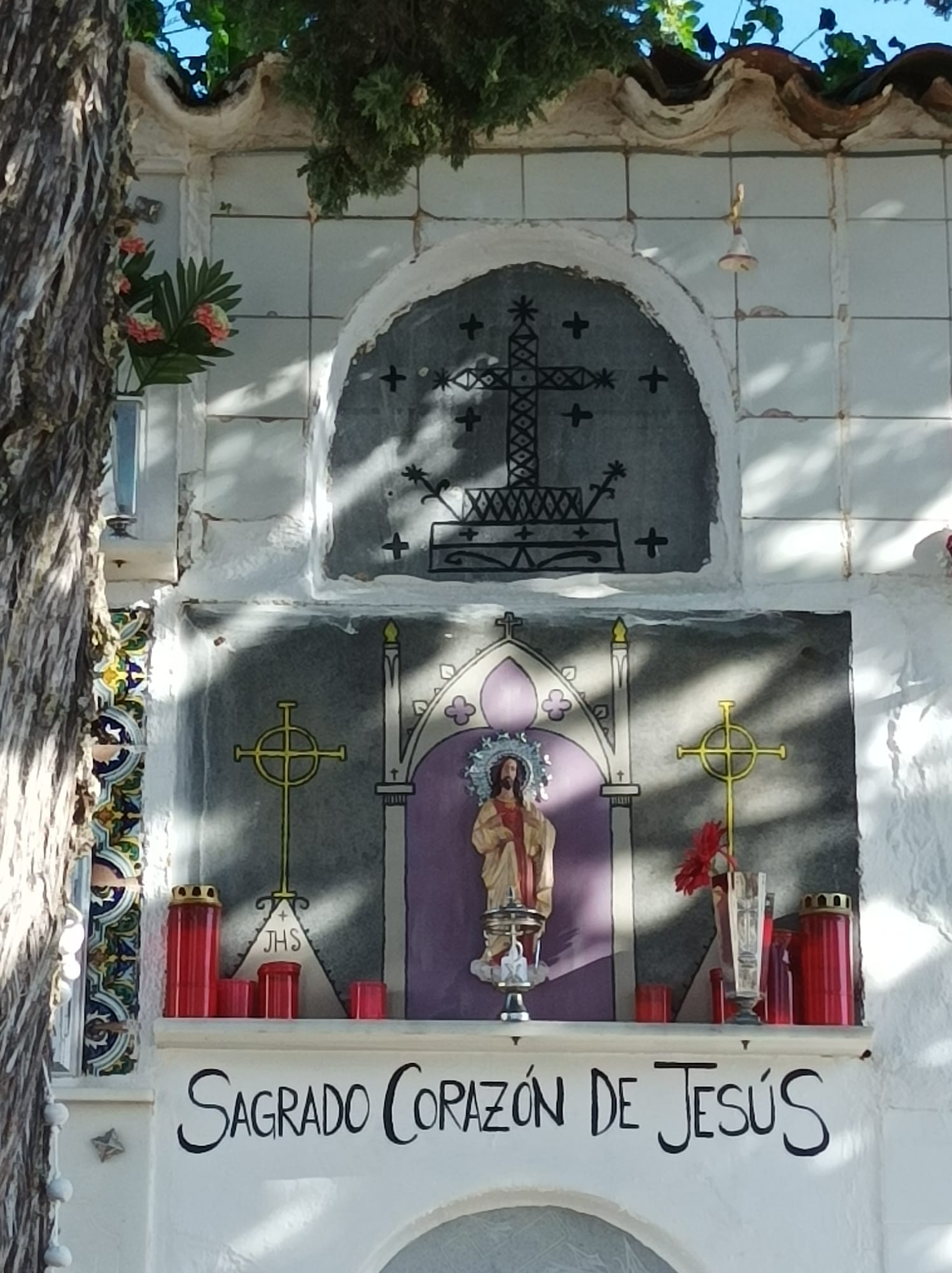
Altar al Sagrado Corazón de Jesús, sobre un nicho del.